# Csúcsdominancia

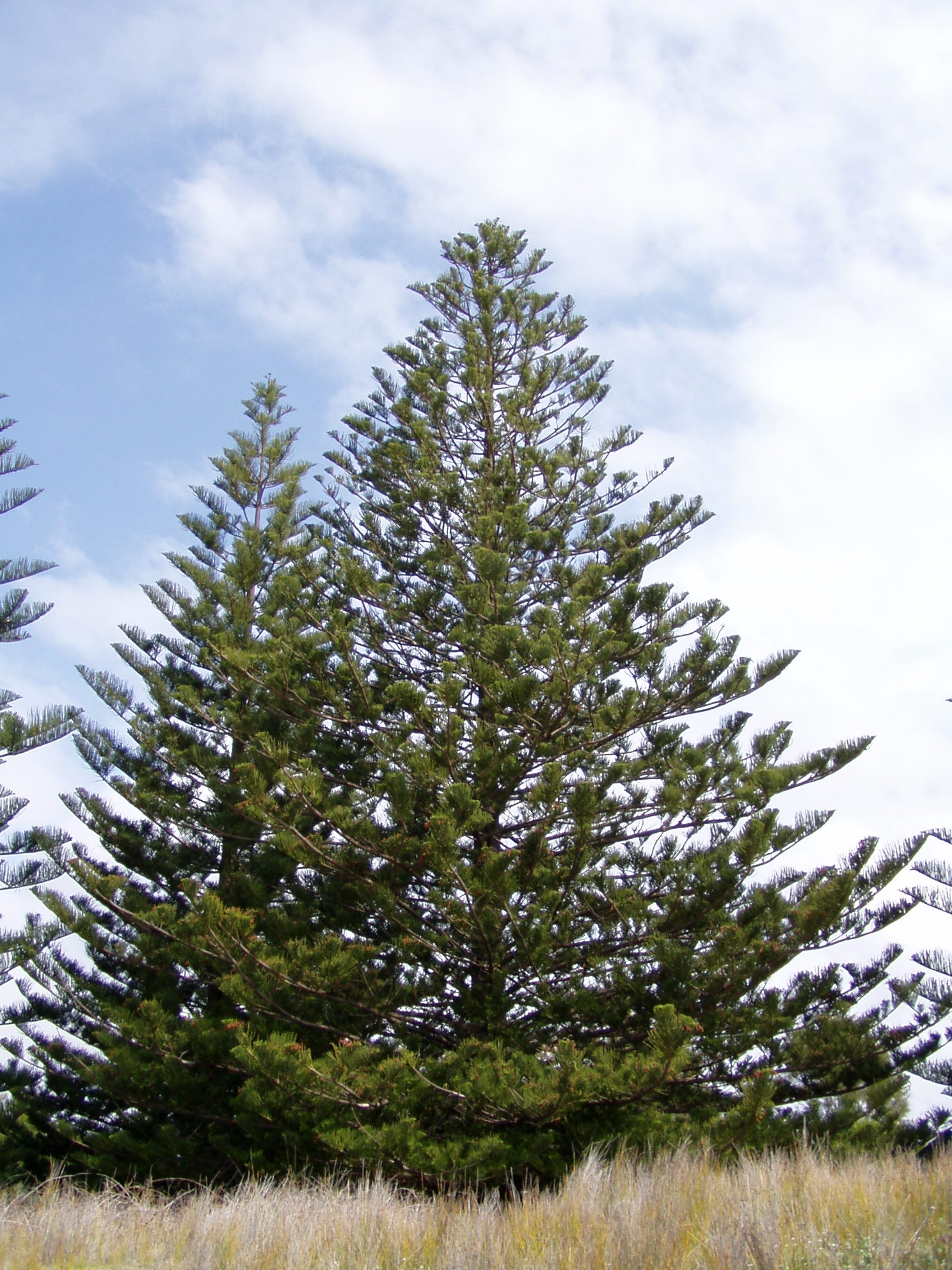
A toboztermőkre különösen jellemző a csúcsdominancia, legerősebben az araukáriaféléknél, ahol egyetlen központi törzsből erősen módosult oldalágak nőnek. Az araukáriafélék oldalágait kihajtatva fejlődő növény nem fog függőlegesen növekedni.
Araucaria heterophylla, Ausztrália, Új-Dél-Wales, South Durras

A csúcsdominancia, apikális dominancia az a jelenség, hogy egy növény fő szára (vagy törzse) erőteljesebben növekszik az oldalágaknál; az oldalág esetében is a központi helyzetű rész erősebben növekszik saját oldalágacskáinál.
A növekvő hajtáscsúcsban termelődik, illetve oda transzportálódik az auxin növekedési hormon (-család), ami a sejtosztódást serkenti, továbbá lefelé diffundálva gátolja az oldalági rügyek növekedését, melyek különben versenyeznének a csúccsal a fényért és tápanyagokért. A felső rügyek, és velük a gátló hormonok eltávolításával az alsóbb helyzetű, alvó rügyek is kifejlődhetnek, és a száron új hajtások versenghetnek a csúcsdominanciáért. A növény ezen sérülésekre adott természetes reakcióját a kertészetben kihasználják, az ún. metszéssel lehetővé téve számos gyümölcsfa vagy cserje méretének, alakjának, termékenységének meghatározását.

## Fordítás
- Ez a szócikk részben vagy egészben az Apical dominance című angol Wikipédia-szócikk ezen változatának fordításán alapul.  Az eredeti cikk szerkesztőit annak laptörténete sorolja fel. Ez a jelzés csupán a megfogalmazás eredetét és a szerzői jogokat jelzi, nem szolgál a cikkben szereplő információk forrásmegjelöléseként.